# Хуступ
Хуступ (вірм. Խուստուփ) — найвища вершина хребта Хуступ-Катарі, розташована на  Південному Кавказі — південна Вірменія, в області Сюнік, південніше міста Капан. Висота вершини становить 3206 м. Поблизу неї протікає річка Вачаган.
Гора відома тим, що в її околицях воював вірменський полководець Гарегін Нжде. Біля підніжжя цієї гори його і було поховано.

## Фототека

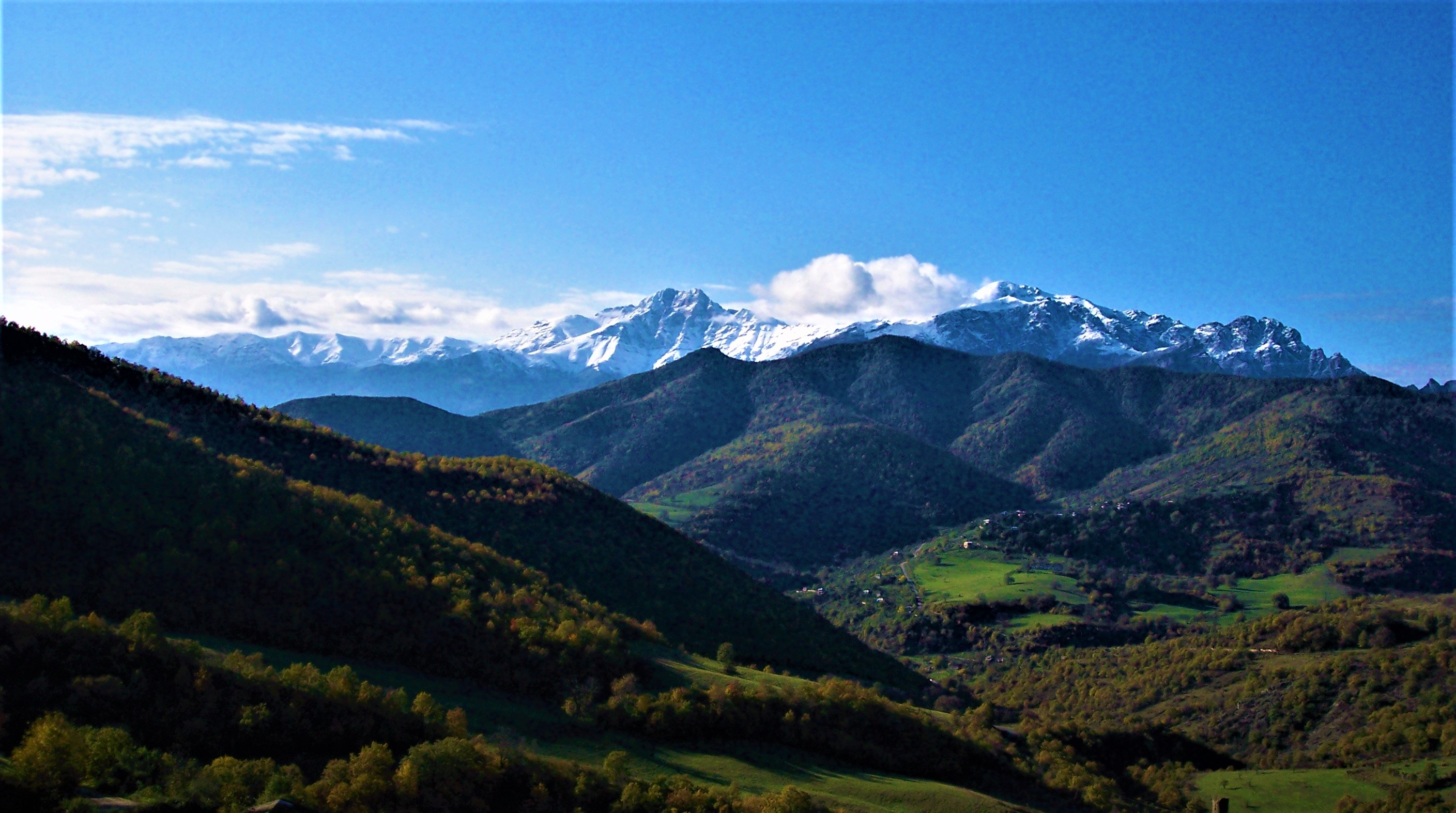
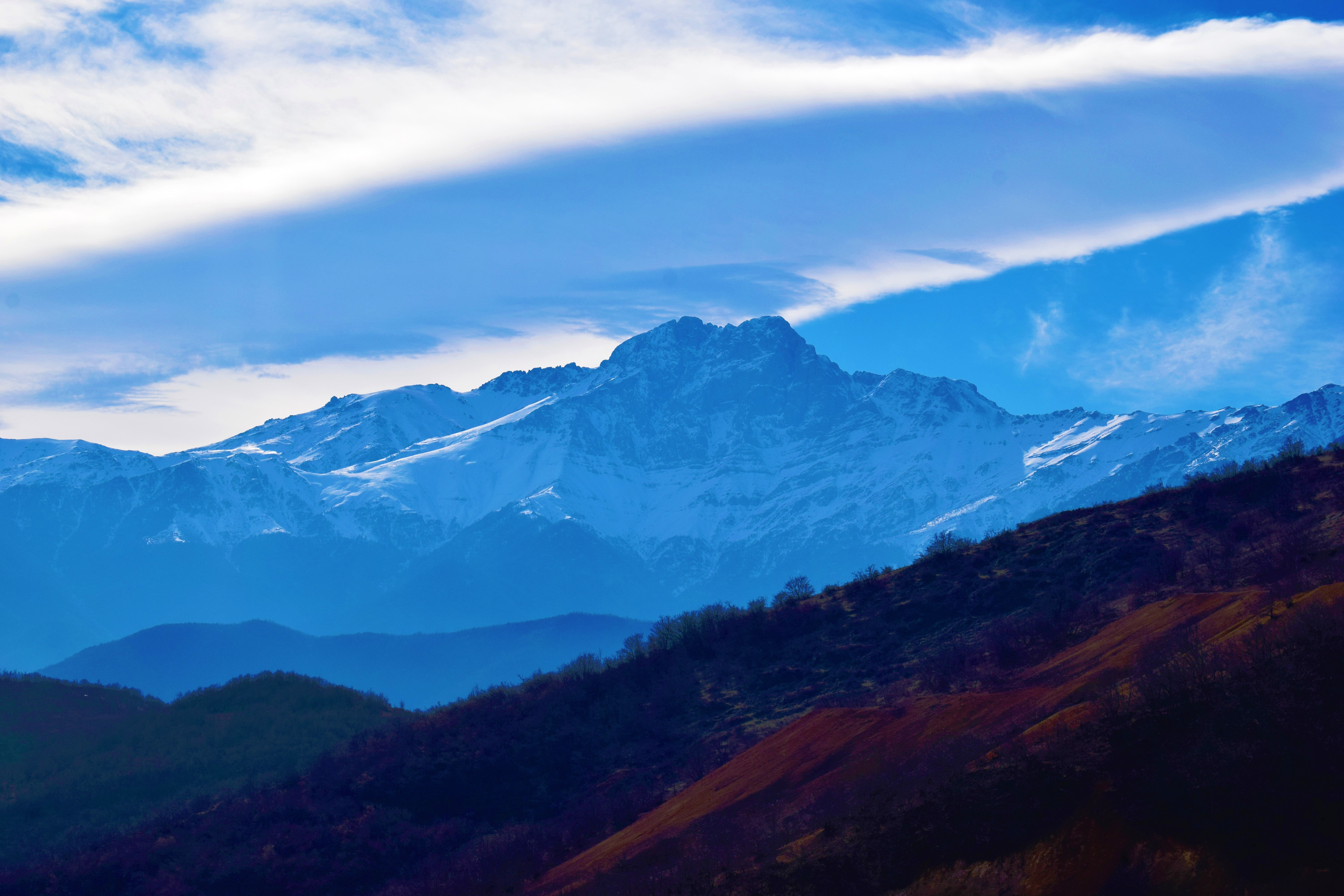
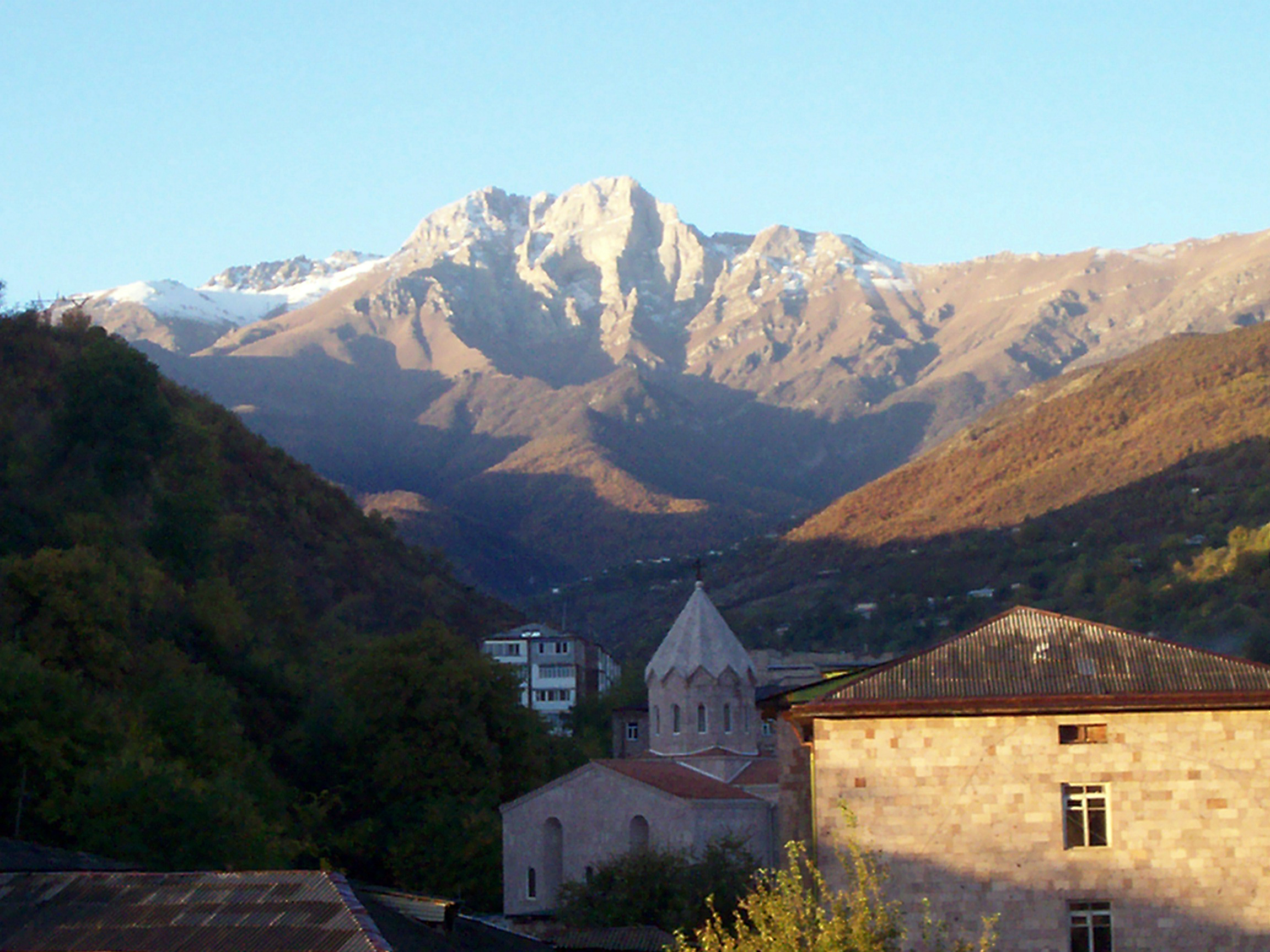
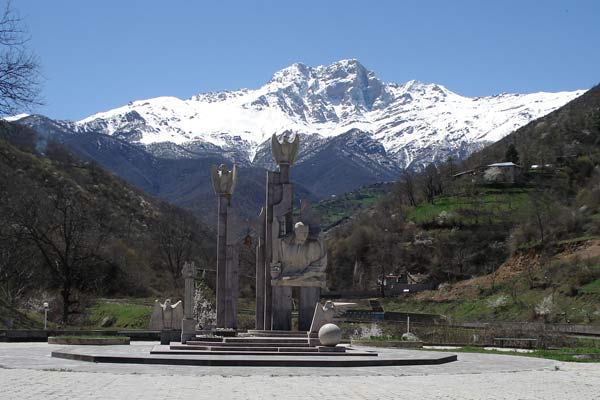
Гора Хуступ і пам’ятник Гарегіну Нжде
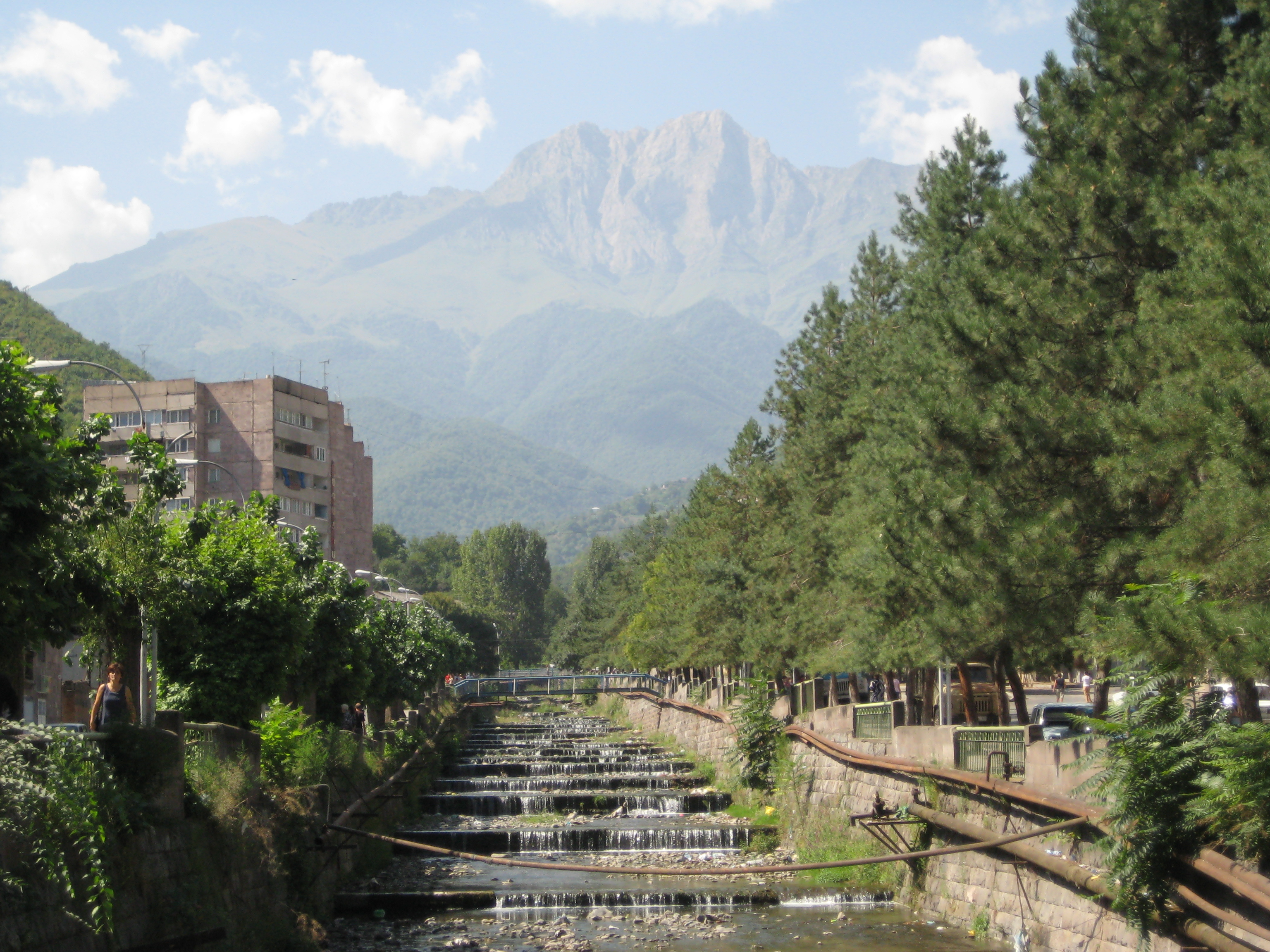
Вид на Хуступ из города Капан. У подножия река Вачаган
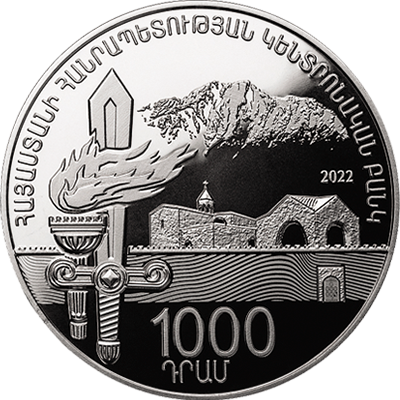
Крепостная стена Алидзора на фоне горы Хуступ (Аверс памятной монеты «Давид Бек», 2022)